# ATC kód D05
ATC kód D05 Antipsoriatika je hlavní terapeutická skupina anatomické skupiny D. Dermatologika.

## D05A Antipsoriatika pro lokální aplikaci

### D05AA Dehty
D05AA Dehty

### D05AD Psoraleny pro lokální aplikaci
D05AD02 Metoxalen

### D05AX Jiná antipsoriatika pro lokální aplikaci
D05AX02 Kalcipotriol
D05AX03 Calcitriol
D05AX04 Tacalcitol
D05AX05 Tazaroten
D05AX52 Kalcipotriol, kombinace

## D05B Antipsoriatika pro systémovou aplikaci

### D05BA Psoraleny pro systémovou aplikaci
D05BA02 Methoxalen

### D05BB Retinoidy pro léčbu psoriázy
D05BB02 Acitretin

## Poznámka
- Registrované léčivé přípravky na území České republiky.
- Informační zdroj: Státní ústav pro kontrolu léčiv, Všeobecná zdravotní pojišťovna.